# M. Night Shyamalan
Pour les articles homonymes, voir Shyamalan.
Vous lisez un « article de qualité » labellisé en 2007.
Manoj Nelliyattu Shyamalan (en malayalam : മനോജ് നൈറ്റ് ശ്യാമളൻ), dit M. Night Shyamalan (/ˈʃɑməlɑn/), est un réalisateur, scénariste, producteur et acteur américain d’origine indienne, né le 6 août 1970 à Mahé (Territoire de Pondichéry, Inde).
Il a été cité à deux reprises aux Oscars pour sa réalisation et son scénario de Sixième Sens, en 1999.
Il interprète un rôle dans la plupart de ses films, de la même manière qu'Alfred Hitchcock par exemple. Il joue ainsi le rôle du docteur Hill dans Sixième Sens ou encore celui d'un dealer dans Incassable. Ses apparitions vont généralement au-delà du simple caméo en raison de leur importance dans le scénario. Il est également connu pour écrire ses propres scénarios aux allures contemporaines et surnaturelles.
Souvent à l’origine de polémiques, selon Alessandro Di Giuseppe, critique du Quotidien du cinéma, M. Night Shyamalan s’est démarqué des autres réalisateurs de sa génération comme l’un des nouveaux maîtres du thriller,.
Ses films Sixième Sens, Incassable, Signes et Le Village sont reçus avec enthousiasme, autant par la critique que par le public. En revanche, La Jeune Fille de l'eau est une déception tant critique que publique. Ses films suivants — Phénomènes, Le Dernier Maître de l'air et After Earth — sont sévèrement critiqués mais restent de relatives réussites financières.
Avec The Visit (2015) et Split (2017) Shyamalan confirme son retour aussi bien auprès des critiques que du public.

## Biographie

### Enfance
Manoj Nelliyattu Shyamalan, dit M. Night Shyamalan, est né à Mahé en Inde, d'une lignée d'Indiens hindous. Son père, Nelliattu C. Shyamalan, est un cardiologue malayali (originaire de l’État du Kerala) et sa mère, Jayalakshmi Shyamalan, est une obstétricienne et gynécologue tamoule (originaire de l’État du Tamil Nadu).
Dans les années 1960, après avoir fait des études médicales au JIPMER de Pondichéry et la naissance de leur premier enfant, Veena, les parents de Shyamalan émigrent vers les États-Unis. En 1970, la mère de Shyamalan retourne en Inde pour passer les cinq derniers mois de sa deuxième grossesse dans le domaine de ses grands-parents maternels à Chennai (anciennement Madras).

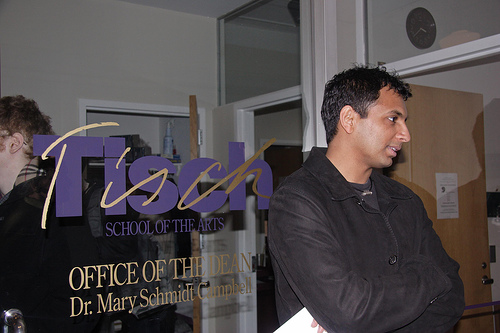
Shyamalan devant la Tisch School of the Arts, en octobre 2007.

Shyamalan naît à l'hôpital JIPMER de Pondichéry, comme sa sœur Veena, et six semaines plus tard, sa mère l'emmène rejoindre son père et sa sœur, à Penn Valley, un quartier de la banlieue ouest de Philadelphie en Pennsylvanie, où Shyamalan est élevé. Ses parents l’envoient alors étudier dans une école catholique privée à Merion, dans la banlieue de Philadelphie, à la Waldron Mercy Academy,, l’un des collèges très prisés de Pennsylvanie. Il entre ensuite à l’Episcopal Academy, une école privée de Merion également.
Shyamalan décide ensuite d’aller à la Tisch School of the Arts, de l’Université de New York, à Manhattan, dont il sort diplômé en 1992 (date à laquelle il a été naturalisé américain). C’est là qu’il abrège son premier prénom Manoj en « M. » et qu’il remplace son deuxième prénom Nelliyattu par « Night » ; il signera par la suite ses films sous ce nom. Shyamalan a éprouvé très tôt le désir de devenir réalisateur de cinéma lorsque, tout jeune, on lui offrit une caméra Super 8. Malgré l’opposition de son père, qui souhaitait le voir perpétuer la tradition familiale en devenant médecin, sa mère l’encouragea à suivre son inclination pour le cinéma. Pour cette raison, à travers Sixième Sens, il rend hommage à son père en jouant le rôle d'un médecin.
Âgé de 17 ans, Shyamalan, alors inconditionnel du cinéma de Steven Spielberg, a déjà réalisé quarante-cinq courts métrages chez lui. Il inclut ainsi systématiquement dans chaque version DVD de ses films l'un de ses courts métrages de jeunesse qu’il estime représenter son premier essai du genre. Par exemple, dans Sixième Sens, on retrouve Nightmare on Old Gulf ; dans Incassable, on retrouve Millionnaire et dans Signes, on retrouve Pictures. On retrouve aussi Graham, le couteau et le garde-manger dans Praying with Anger et La Créature dans Éveil à la vie.

### Débuts (1992-1998)
M. Night Shyamalan réalise son premier long métrage en 1992 : Praying with Anger (Prier avec colère), un drame autobiographique, alors qu’il est encore étudiant à l'Université de New York. Pour le tournage, il doit emprunter de l’argent à ses proches, famille ou amis et il demande donc à ses parents de produire le film. Peu avant sa sortie, il est projeté avec succès au Festival international du film de Toronto, le 12 septembre 1992, puis pendant une semaine dans une salle de cinéma aux États-Unis. Le long-métrage est par ailleurs élu premier film de l'année à l’American Film Institute de Los Angeles. Mais il ne remportera pas un franc succès auprès du public.
Invité par David Overbey à venir sur scène, à la fin de la projection au Festival de Toronto, Shyamalan prédit que les cinéphiles du monde entier ne tarderont pas à voir d'autres réalisations de sa part dans les années à venir. Par ailleurs, tourné à Chennai, en Inde, Praying with Anger est le seul film de M. Night Shyamalan à avoir été produit en dehors de la Pennsylvanie.
Entre-temps, le réalisateur vend une histoire intitulée Labor of Love à la 20th Century Fox, qui ne sera finalement jamais tournée,.
En 1993, M. Night Shyamalan se marie avec la psychologue indienne Bhavna Vaswani, qu'il a rencontrée à l’Université de New York. Ils sont parents de trois filles.
En 1995, Shyamalan écrit et réalise son deuxième film, Éveil à la vie (Wide Awake), qui ne sera projeté qu’à partir de 1998. En 1999, le film est nommé au Young Artist Award pour le prix du meilleur drame et pour la meilleure performance dans un premier rôle pour Joseph Cross. C'est pourtant un échec commercial, la recette totale n’atteignant que 305 704 $.
La même année, Shyamalan participe à l'écriture du scénario du film d'animation Stuart Little, de Rob Minkoff, qui remporte un franc succès auprès d'un vaste public de par le monde.

### Âge d'or (1999-2004)
Malgré l’échec de ses deux premiers longs métrages, Shyamalan devient célèbre dans le monde entier grâce à son troisième film : Sixième Sens, avec Bruce Willis et Haley Joel Osment. Celui-ci se classe 10e plus grand succès dans l’histoire du cinéma durant les années 2000, se vend en DVD et en cassette vidéo et demeure 32e au box-office mondial de tous les temps en 2009. Grâce à ce succès, il réussit à créer sa propre société de production, la Blinding Edge Pictures qui produira en partie chacun de ses longs métrages. Ses films suivants s’affichent généralement dans le box-office. Night Shyamalan s’impose alors comme le nouveau patron du thriller et du film fantastique à Hollywood.
Dans tous ses films, la  distribution est composée essentiellement de célébrités du monde du cinéma dont la renommée est acquise : Bruce Willis, Samuel L. Jackson, Joaquin Phoenix ou encore Mel Gibson. Ses films se caractérisent aussi par leur fin haletante et imprévue. Il a utilisé et popularisé le concept de twist final. Il a aussi fait connaître la jeune Bryce Dallas Howard.
Jouant à plusieurs reprises pour lui, Joaquin Phoenix (Le Village et Signes), Bruce Willis (Sixième sens, Incassable, Glass), Bryce Dallas Howard (Le Village et La Jeune Fille de l'eau) et Angela Eckert (Signes et Incassable) sont considérés comme ses acteurs fétiches. On remarque également Frank Collison qui a joué dans Le Village et Phénomènes.
De plus, à partir de son troisième long métrage, Shyamalan utilise le procédé du « clin d'œil » appelé caméo, à l’instar d’Alfred Hitchcock : il fait de brèves et discrètes apparitions dans ses longs métrages. La Jeune Fille de l'eau, film « d'autodérision », est une exception, il s’attribue l'un des rôles principaux, celui du scénariste Vick Ran qui élucide le mystère planant autour de la jeune Narf, Story, qui désire rentrer chez elle. Ledit scénariste deviendra célèbre grâce à sa « Petite cuisine », un livre décrivant ses intérêts politiques extrémistes. Le personnage de Vick Ran fait référence à Vikram Seth, un écrivain indien. Night Shyamalan fait aussi référence à « John Ford et aux westerns, aux contes de fée et aux films d'horreur » à travers ses différentes œuvres cinématographiques.
Durant les années 2000, Shyamalan a signé un contrat de trois longs métrages avec la Paramount Pictures et la Nickelodeon. Il est par ailleurs le scénariste des studios Disney le mieux payé avec Signes.

### Échecs successifs (2006-2014)

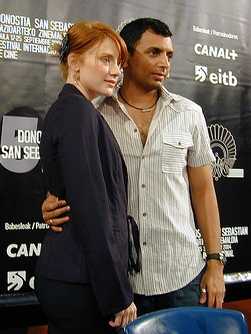
Avec la comédienne Bryce Dallas Howard pour La Jeune Fille de l'eau, en août 2006.

Après le succès de ses quatre films produits par les studios Disney (près d’un milliard et demi de dollars de recettes), Shyamalan fait face à une période difficile : George Lucas rejette sa proposition de scénario pour Indiana Jones 4, et il peine à adapter à l’écran La Jeune Fille de l'eau, conte pour enfants qu’il a lui-même écrit : le scénario qu’il présente à Disney est rejeté. Il passe alors sous contrat avec la Warner, qui décide de financer son projet.
La Jeune Fille de l’eau narre le fabuleux destin du concierge Cleveland Heep (Paul Giamatti) qui, un soir, découvre près de la piscine de son immeuble une jeune fille qui se révèle être une nymphe traquée par de maléfiques créatures. S’ensuit une série d’aventures. Bryce Dallas Howard, qui interprète le rôle de la nymphe, signe là son deuxième rôle marquant aux côtés de Shyamalan, après celui d’Ivy Walker dans Le Village. Le film, qui a coûté près de 75 000 000 $, sort dans les salles durant l’été 2006. En pleine présentation de celui-ci, Shyamalan révèle qu’il serait intéressé par la réalisation du septième volet des aventures d’Harry Potter, lui qui avait déjà été pressenti pour la réalisation d'Harry Potter à l'école des sorciers. Les critiques du film se montreront toutefois impitoyables, soulignant qu’avec une recette inférieure à son coût de production (72 000 000 $ contre 75 000 000 $), La Jeune Fille de l’eau constitue un échec financier.
Alors même que le film sort dans les salles, Shyamalan dévoile à ses fans de nombreux détails sur sa vie privée : Michael Bamberger publie ainsi une biographie détaillée du réalisateur, The Man Who Heard Voices: Or, How M. Night Shyamalan Risked His Career on a Fairy Tale. Le livre aborde notamment l’écriture du scénario de La Jeune Fille de l’eau et le conflit avec Disney.
À la suite de cet échec, Shyamalan ne fait plus figure de « valeur sûre » du cinéma international et il lui est plus difficile de trouver un studio pour produire son nouveau projet de film, The Green Effect. La 20th Century Fox s’avère finalement intéressée, à condition de modifier légèrement le scénario, de changer le titre et de cofinancer pour moitié le projet avec un autre studio. Shyamalan accède à ces demandes, renommant le film The Happening (Phénomènes) et trouvant une société de production,. Pour les rôles-titre, il engage Mark Wahlberg et Zooey Deschanel. Dans ce « thriller écologique », la végétation, désireuse de faire échec au changement climatique et à la destruction de la nature par l’humanité, libère des neurotransmetteurs qui poussent les êtres humains au suicide.
Les films Le Dernier Maître de l'air (2010) et After Earth (2013) sont des échecs au niveau de la critique mais réalisent cependant une meilleure recette que les métrages précédents. L'adaptation de la première saison (premier "Livre") de la série télévisée populaire d'animation américaine Avatar, le dernier maître de l'air récolte environ 320 000 000 $ et le film de science-fiction avec Will Smith plus de 243 000 000 $.

### Cinéma indépendant et regain critique (depuis 2015)
L'année 2015 va lui permettre d'opérer un come back discret, mais salutaire.
En mai est diffusé sur la chaîne FOX le premier épisode d'une nouvelle série télévisée, Wayward Pines. Les critiques sont bonnes pour ce programme dont Shyamalan co-produit l'intégralité de la saison de 10 épisodes. En septembre, il revient au genre qui l'a révélé au cinéma avec le thriller horrifique, avec The Visit. Ce film indépendant à petit budget (5 millions de dollars), tourné avec l'actrice Kathryn Hahn (Preuve à l'appui), lui permet de retrouver la critique et le public, qui saluent cet éloignement des grosses productions hollywoodiennes.
En avril 2016, est annoncé qu'il produira un reboot de la série Les Contes de la crypte pour la chaîne TNT. Le projet tombe à l'eau en 2017, pour une question de droits.
Début 2017 sort son douzième long-métrage, Split. Ce thriller bénéficie d'un budget modeste de 9 millions de dollars et de la présence de l'acteur britannique James McAvoy en tête d'affiche. Les critiques et le public sont très positifs. Début 2019 sort son film Glass, signant la fin de la trilogie après Incassable et Split.
En février 2022, il préside le jury du 72e Festival du film de Berlin.
En janvier 2023, il affirme dans une interview son intention de réaliser 3 nouveaux films dans les 6 prochaines années.

## Filmographie
| Année     | Titre francophone                                   | Titre original                          | Poste(s)                                              |
| --------- | --------------------------------------------------- | --------------------------------------- | ----------------------------------------------------- |
| 1992      | Praying with Anger                                  | Praying with Anger                      | Réalisateur, scénariste, producteur et acteur         |
| 1998      | Éveil à la vie                                      | Wide Awake                              | Réalisateur et scénariste                             |
| 1999      | Sixième Sens (Québec : Le Sixième Sens)             | The Sixth Sense                         | Réalisateur, scénariste et acteur                     |
| 1999      | Stuart Little (Québec : Petit Stuart)               | Stuart Little (Québec : Petit Stuart)   | scénariste                                            |
| 2000      | Incassable (Québec : L'Indestructible)              | Unbreakable                             | Réalisateur, scénariste, producteur et acteur         |
| 2002      | Signes                                              | Signs                                   | Réalisateur, scénariste, producteur et acteur         |
| 2004      | Le Village                                          | The Village                             | Réalisateur, scénariste, producteur et acteur         |
| 2004      | Le Secret enfoui de Night Shyamalan                 | The Buried Secret of M. Night Shyamalan | Acteur                                                |
| 2006      | La Jeune Fille de l'eau (Québec : La Dame de l'eau) | Lady in The Water                       | Réalisateur, scénariste, producteur et acteur         |
| 2007      | Entourage (série télévisée)                         | Entourage (série télévisée)             | caméo dans son propre rôle, saison 4, épisode 4       |
| 2008      | Phénomènes (Québec : L'Événement)                   | The Happening                           | Réalisateur, scénariste, producteur et acteur         |
| 2010      | Le Dernier Maître de l'air                          | The Last Airbender                      | Réalisateur, scénariste et producteur                 |
| 2010      | Devil                                               | Devil                                   | Producteur et scénariste                              |
| 2013      | After Earth (Québec : Après la Terre)               | After Earth (Québec : Après la Terre)   | Réalisateur                                           |
| 2015      | Wayward Pines (série télévisée)                     | Wayward Pines (série télévisée)         | Réalisateur du pilote et producteur délégué           |
| 2015      | The Visit (Québec : La Visite)                      | The Visit (Québec : La Visite)          | Réalisateur, scénariste, producteur                   |
| 2017      | Split (Québec : Divisé)                             | Split (Québec : Divisé)                 | Réalisateur, scénariste, producteur et acteur         |
| 2019      | Glass (Québec : Verre)                              | Glass (Québec : Verre)                  | Réalisateur, scénariste, producteur et acteur         |
| 2019-2020 | Servant (série télévisée)                           | Servant (série télévisée)               | Producteur, réalisateur de trois épisodes et un caméo |
| 2021      | Old (Québec : Anormal)                              | Old (Québec : Anormal)                  | Réalisateur, scénariste, producteur et acteur         |
| 2023      | Knock at the Cabin                                  | Knock at the Cabin                      | Réalisateur, scénariste, producteur                   |
| 2024      | Trap                                                | Trap                                    | Réalisateur, scénariste, producteur                   |
| 2026      | Remain                                              | Remain                                  | Réalisateur, scénariste, producteur                   |

## Filmographie détaillée
| « J’aime les histoires sombres. J’aime les dénouements complexes. J’aime des développements dans mes histoires qui appellent des sentiments diamétralement opposés. Mes films doivent provoquer quelque chose quand on les voit. La part d'horreur dans mes films est seulement un masque qui doit faire prisonnier le spectateur, le poussant à regarder plus exactement et à mieux écouter ce qui se passe ! » — M. Night Shyamalan |

### Praying with Anger
Praying with Anger est la première œuvre écrite et réalisée par Shyamalan en tant que jeune cinéaste. Ce film est sorti en 1992. Il traite de l’histoire d’un jeune homme nommé Dev Raman, interprété par Shyamalan lui-même, qui retourne en Inde pour découvrir son héritage et sa vraie nation. Au cours de son voyage, Dev apprend que son père, personnage froid et distant, maintenant décédé, l’aimait en fait énormément, beaucoup plus qu’il ne pouvait l’imaginer.
Le titre du film provient de l’une des scènes, lorsque Raman, le protagoniste, se rend compte qu’il est capable de prier les déités hindoues avec toutes les émotions excepté l’indifférence mais également lorsqu’il est en colère, : Praying with Anger signifie littéralement « Prier avec colère ».

### Éveil à la vie
Éveil à la vie est le deuxième long métrage de Shyamalan. L’histoire écrite par Shyamalan est achetée par les studios Miramax Films qui le choisiront bien plus tard comme réalisateur. Le plateau de tournage est érigé à Philadelphie. Le film est produit par Cary Woods et Cathy Konrad et la distribution composée de Joseph Cross, Rosie O'Donnell, Dana Delany, Denis Leary et Robert Loggia.
Le film, qui décrit la recherche de Dieu par un enfant dont le grand-père vient de décéder, ressemble aux réalisations ultérieures de Shyamalan : on retrouve le thème de la croyance métaphysique, avec un arrière-plan surnaturel et une fin inattendue. C’est aussi le seul film où M. Night Shyamalan ne fait aucune apparition.
Éveil à la vie fut réalisé en 1995, mais ne sortit en salle qu’en 1998. Le film est considéré par la production comme un échec, la recette américaine et mondiale s’étant élevée à 288 000 $ pour un budget total de 7 000 000 $.

### Sixième Sens

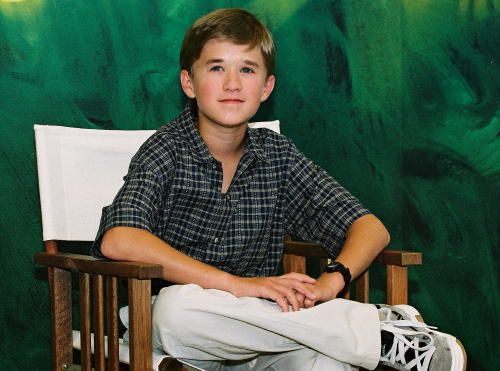
Haley Joel Osment en 2001

Le véritable succès — commercial, public, et critique — a débuté en 1999, quand il a écrit, dirigé et produit Sixième Sens. Ce drame surnaturel traite des déboires d'un psychologue pour enfant, Malcolm Crowe (joué par Bruce Willis), touché par balle par l’un de ses patients introduit dans sa demeure par effraction. Malcolm va ensuite rencontrer un jeune enfant apparemment instable, Cole Sear (joué par Haley Joel Osment), qui prétend voir des morts. Le psychologue pense qu’il peut racheter sa faute en aidant ce pauvre enfant. Selon le livre DisneyWar, lorsque David Vogel, de la Walt Disney Company, a lu le script du Sixième Sens, il n'a pas pris le temps de demander leurs avis à ses supérieurs, a acheté les droits du livre pour 2 000 000 $, et a ensuite engagé Shyamalan pour le tournage. Lorsqu’ils l’ont appris, les patrons de Vogel, étant opposé à ce choix, ont vendu les bénéfices aux studios Spyglass Entertainment, en gardant un pourcentage de 12,5 %.
Son goût prononcé pour l’horreur cinématographique provient de l’enfance de Shyamalan. Un jour, alors qu’il revenait en voiture du supermarché avec ses parents, ils virent la porte de leur maison entrouverte. Le père de Shyamalan déclara sur le coup qu’un « fou furieux l'attendait assis sur le bord du lit... » alors qu’il ne s’agissait finalement que d’un tapis coincé dans l’ouverture. Shyamalan déclarera à ce propos : « cela rappelle la scène de Vincent : tu rentres chez toi et un inconnu t'attend ».
Le film représente un budget de 40 000 000 $ et a rapporté 670 000 000 $.
De plus, Sixième Sens fut nommé à six reprises aux Oscars : pour celui du meilleur réalisateur, du meilleur film, du meilleur scénario original, du meilleur montage, du meilleur second rôle masculin et celui du meilleur second rôle féminin.

### Incassable
Incassable est un thriller. Il conte l’histoire de David Dunn (joué par Bruce Willis), unique survivant d'un accident de train, et de sa rencontre avec un collectionneur de Comics, nommé Elijah Price (joué par Samuel L. Jackson) : ce dernier est convaincu que David possède des supers pouvoirs. Le film fut critiqué dans plusieurs magazines le comparant à Sixième Sens, remarquant son atmosphère sombre, voire lugubre.
On note également une certaine ressemblance esthétique avec les comic books dont traite le film.
Avec un budget de 75 000 000 $, le film rapporta 345 000 000 $ avec la vente de DVD au niveau mondial.

### Signes
| « There's a monster outside my room, can I have a glass of water ? » — Abigail Breslin, Signes, |

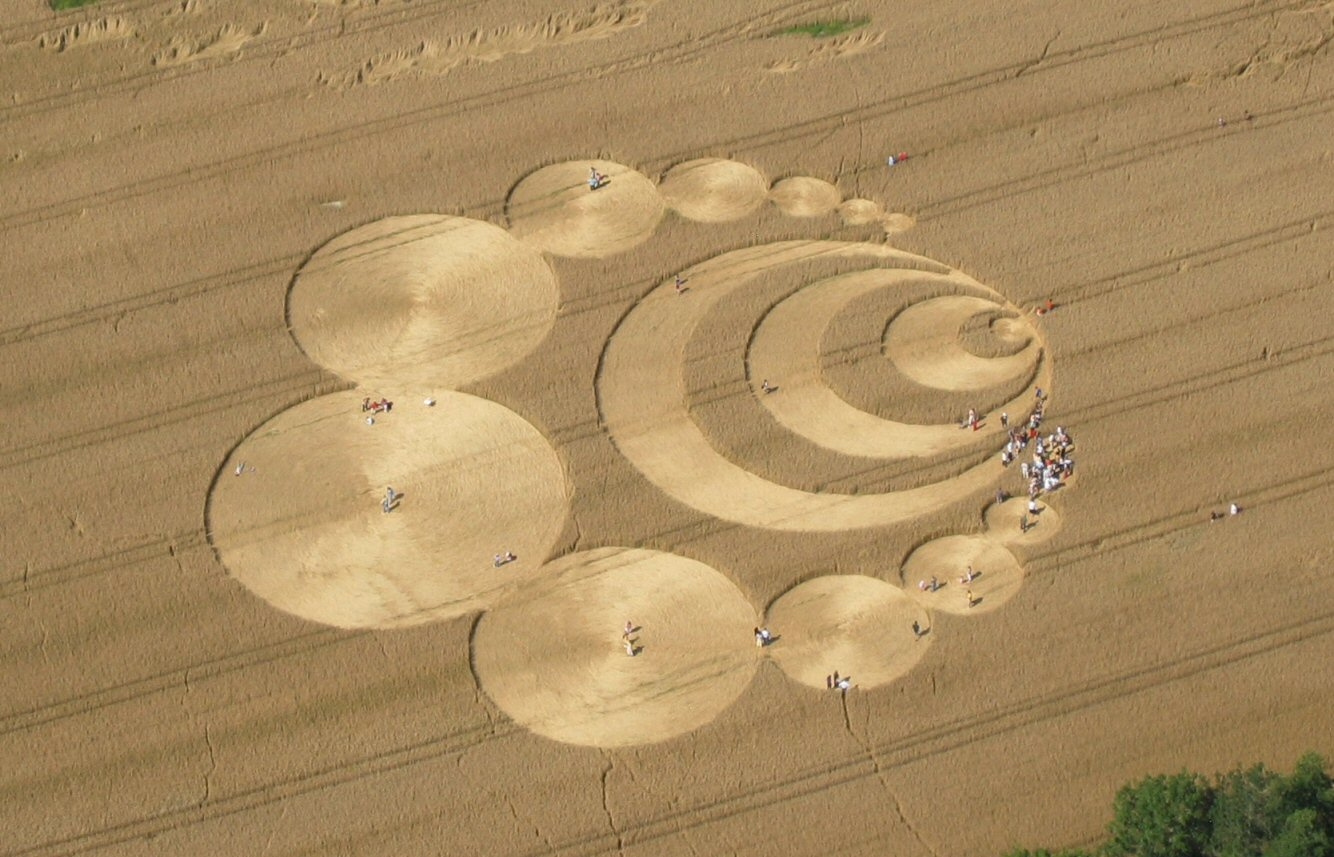
Un agroglyphe représenté comme l’arrivée d'une autre vie dans Signes

Sorti en août 2002, Signes est un drame de science-fiction qui se déroule dans un village de Pennsylvanie. Un pasteur (joué par Mel Gibson), a perdu la foi à la suite de la mort de son épouse. Désespéré, il rejoint sa famille qui est témoin d'une invasion d'extra-terrestres. Joaquin Phoenix, Rory Culkin et Abigail Breslin sont aussi à l'affiche.
Avec un budget de 72 000 000 $, Signes a remporté pas moins de 227 000 000 $ aux États-Unis, et 408 000 000 $ au niveau mondial. Le film fut généralement bien reçu, avec une des meilleures premières semaines (60 000 000 $) dans la carrière de Mel Gibson en tant qu’acteur.
Le film a reçu un accueil favorable de la critique. Notamment de la part de Roger Ebert pour le magazine Four-Star :

« Signes, film de M. Night Shyamalan, est le travail d’un cinéaste-né, capable de réunir toute la tension d'une scène en un unique instant. Nous ne nous posons pas la question de savoir comment il a pu le concevoir, mais plutôt comment il a réussi à le réaliser. »

Shyamalan a déclaré dans une entrevue avec l'hebdomadaire Science Fiction Weekly que le choix de faire appel à Mel Gibson comme tête d’affiche avait été en partie motivé par son interprétation dans le long métrage L'Arme fatale :

« J'étais chez mes parents, sur le canapé, et je regardais L’Arme fatale. J'ai alors vu un homme jouer dans un film d'action avec une émotion que je n'avais jamais observée jusqu'alors. […] J’ai totalement cru en l’humanité de cet homme, déchiré par la perte de son épouse au point de ne pas craindre de mourir, ce qui le transformait en une Arme fatale. […] Quand j'ai écrit l'histoire d’un homme qui perdait la foi à cause du décès de sa femme, j'ai tout de suite pensé à lui. J'aime également faire appel à un homme d’action et ne pas le laisser être « Le Mec ». »

Shyamalan a ensuite ajouté qu’à l’origine, l'histoire devait avoir un accompagnement musical minimaliste, laissant place aux dialogues afin de les rendre plus touchants. Mais, les premières ébauches musicales de James Newton Howard pour la bande annonce l'ont immédiatement fait changer d'avis : elle lui ont rappelé les compositions intenses et pleines d'émotions de Bernard Herrmann, le collaborateur régulier d'Alfred Hitchcock. D'ailleurs, James Newton Howard a réalisé, chaque composition originale des films de Shyamalan jusque After Earth.

### Le Village

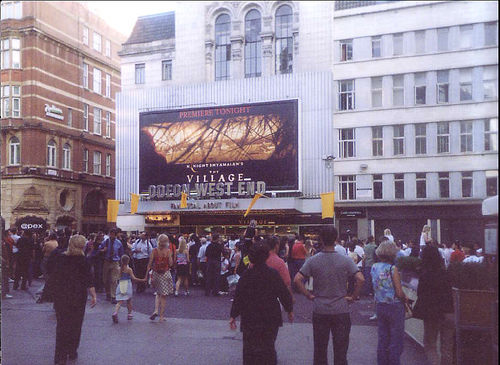
Avant-première à Londres du film Le Village

En plein travail d’adaptation du roman Les Hauts de Hurlevent, Shyamalan abandonne le projet pour finalement tourner un film dont il est l’auteur : Le Village (The Village). Le Village est sorti en juillet 2004. Avec à l’affiche les acteurs Joaquin Phoenix, William Hurt, Sigourney Weaver, Bryce Dallas Howard et Adrien Brody, ce film raconte l’histoire d’une petite communauté de la fin du XIXe siècle (1897), menée par un groupe d'« aînés » qui ont pris la décision d’isoler leur village. Ce dernier est en effet entouré d’une forêt pleine de créatures mystérieuses et menaçantes. Cependant, bien qu'un pacte semble avoir été mis en place entre ces créatures et les villageois via une « frontière », Lucius Hunt (joué par Joaquin Phoenix) remet en cause cet isolement, les frontières, et les croyances.
Avec un coût de production total de 71 600 000 $ qui a en partie financé la construction du « village », le film a rapporté plus de 114 000 000 $ aux États-Unis, dont 50 000 000 $ lors de sa première semaine. Le bénéfice mondial avoisine les 256 000 000 $. Cette excellente semaine de lancement fut suivie d'une baisse sévère de la fréquentation de 67 %. D’ailleurs, on parle désormais du film comme d’une déception commerciale. Après cette désaffection, la critique devint la plupart du temps négative : Desson Thomson, du Washington Post, a parlé du film comme d'une « déception abrutissante ». Kevin Thomas, du Los Angeles Times, a dit : « Ce film devient pénible plutôt que provocateur, et absurde plutôt que d'être réfutable ». Roger Ebert, qui avait précédemment apprécié l'œuvre de Shyamalan, a qualifié le film d'« erreur colossale : « [c'est] un film basé sur une intrigue qui ne peut pas le supporter, d'ailleurs si transparente que le film serait risible s'il n'était pas si sérieux… Shyamalan est un réalisateur qui a un talent incroyable, et évoque des histoires inimaginables, mais cette fois, hélas, il a perdu de son charisme » ».

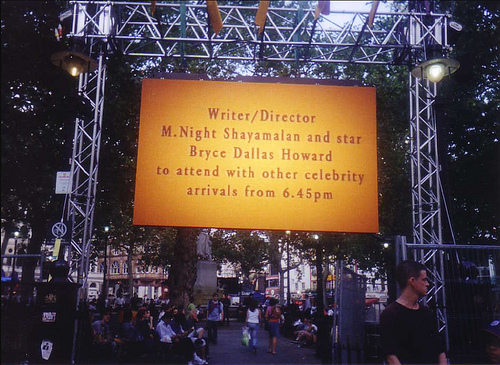
Panneau publicitaire lors de la sortie du Village

Selon Shyamalan, l'explication de la baisse de fréquentation dans les salles réside dans l’utilisation d’un thème identique à celui de ses autres films, et dans la différence de traitement. Le thème principal du Village, est la foi, le même que dans Signes ou encore Sixième Sens ; cependant, Le Village incite les gens à ne pas croire au surnaturel, contrairement à ses précédentes œuvres. Il avait pourtant souhaité que l’histoire du film soit un drame sentimental superposé à un léger sentiment de peur limité à la première partie. La jeune Ivy Walker est amoureuse de l’homme le plus courageux du village, Lucius Hunt. Mais, par jalousie, Noah, le déficient mental du village, tente de le tuer.
Pourtant, le thème du Village peut être ambivalent : sur le secret, et la communauté. Ce film mélange réalisme, étrange, et fantastique pour raconter une histoire d’amour et une autre politique. Plusieurs questions viennent se poser aux spectateurs : « comment vivre en sachant ce qui se cache au-delà des frontières ? Est-il possible de vivre avec toutes ces peurs, isolé de tout ? » Le Village reflète, de plus, des aspects politiques : une certaine utopie de l’Amérique du XVIIIe siècle. En effet, la date gravée sur la tombe vue lors du début du film met en avant le XIXe siècle, qui est peut-être une métaphore du regret du temps qui passe puisque l’histoire se déroule au XXe siècle.
En outre, Le Village peut être vu comme une critique de l’Amérique. L’Amérique au temps des pionniers est représentée à travers cette petite communauté fondée par les anciens : elle représente l'histoire d’un pays protectionniste. Lors de la conclusion du film, l’Amérique primitive est confronté à l’Amérique contemporaine, corrompue par l’argent. D’ailleurs, dans ses entretiens, Shyamalan présente son film comme un espoir du temps présent. De plus, une référence à George W. Bush est mise en place à la fin du film : le maintien du secret des anciens peut-être comparé au mensonge du président américain,.
Le Village a été nommé pour l'Oscar de la meilleure musique de film, et a remporté le prix du meilleur démarrage au box-office au American Society of Composers, Authors and Publishers.

### La Jeune Fille de l'eau
La Jeune Fille de l'eau, sorti le 21 juillet 2006, est un film fantastique qui se déroule à Philadelphie, dans une résidence dirigée par Cleveland Heep (joué par Paul Giamatti), qui découvre un jour une jeune fille nommée Story (jouée par Bryce Dallas Howard) dans la piscine. Il fallut réécrire 1 400 pages de script pour satisfaire pleinement Shyamalan. Le scénario est tiré d’une histoire que Shyamalan a écrite pour ses enfants.
Au fil de l’histoire les protagonistes apprennent que Story est une nymphe des eaux (ou « narph ») qui est venue dans le « monde des hommes » pour inspirer un écrivain dont l’influence va crescendo, et libérer son pays de l’emprise d’un gouvernement oppressant. Mais sa vie est en danger : une sorte de chien-loup, à moitié monstrueux, nommée « Scrunt », essaye de l'empêcher de rentrer chez elle, dans le « monde bleu ». Pour cela, elle est prête à tout, même à transgresser les règles établies.
La production de La Jeune Fille de l'eau a entraîné un désaccord entre Shyamalan et les Studios Disney, pour lesquels il avait tourné précédemment la plupart de ses autres films. Dans le livre The Man Who Heard Voices: Or, How M. Night Shyamalan Risked His Career on a Fairy Tale de Michael Bamberger, produit par Sports Illustrated, Shyamalan a déclaré ce qu'il avait ressenti à propos de Disney :

« Il ne valorisait plus l'individualisme, ne valorisait plus la combativité. »

C'est ainsi qu’il se sépara de Nina Jacobson, présidente des Studios Disney, et de ses autres équipiers, pour les studios Warner Bros.. La réponse de la critique fut, à l'instar du Village, négative — Franck Lovece du Film Journal International a annoncé : « Cette Jeune Fille est une Show Girl de fantasy » — à propos du scénario (un des éléments du film que Disney trouvait ennuyeux), mais aussi à propos du rôle prééminent que s'octroie Shyamalan, celui d'un auteur dont l'œuvre va changer le monde. Le New York Post a écrit que le film venait de « Mourir dans l'eau », en décrivant M. Night Shyamalan comme un « cinglé aux illusions de Messie ».
La Jeune Fille de l'eau a d’ailleurs été nommé à quatre reprises aux Razzie Awards, dont trois réservés à Shyamalan (pire réalisateur, pire acteur dans un second rôle, et pire scénario). Deux lui ont été finalement attribuées. Le 14 septembre 2006, le film n’a rapporté que 42 285 000 $ aux États-Unis, et 30 500 000 $ dans le monde, soit à peine la moitié du coût total de production et de commercialisation du film.

### Phénomènes

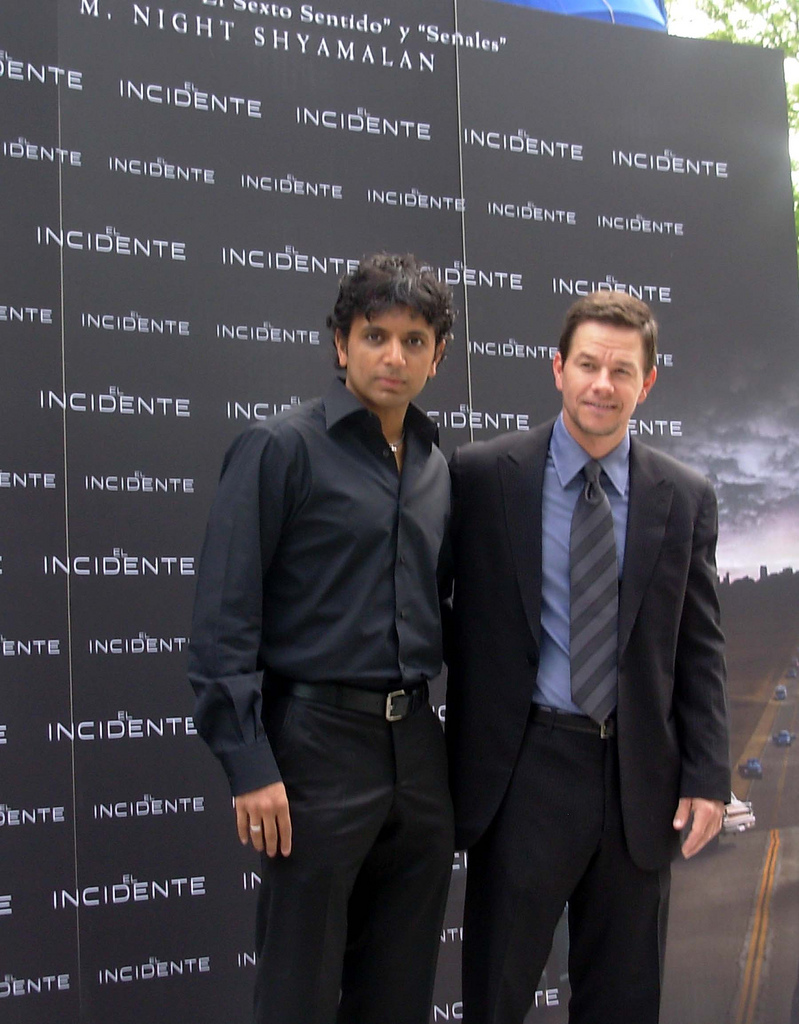
Mark Wahlberg, professeur de science dans Phénomènes, aux côtés de Shyamalan

Le 28 janvier 2007, le magazine américain Variety annonce que Shyamalan était sur un nouveau projet de film : The Green Effect qu'il devait présenter à plusieurs studios de production, mais qu'aucun d'entre eux n'avait accepté de produire le tournage. Un mois plus tard, ce même magazine annonce que le script de Shyamalan (désormais appelé The Happening) avait été vendu aux studios de la 20th Century Fox après avoir été réécrit. Le film est prévu pour juin 2008, et sera produit par Sam Mercer, Barry Mendel et Shyamalan lui-même.
| « Ne cherchez pas d'explication, il est déjà trop tard » — M. Night Shyamalan, Phénomènes |

Avec un budget estimé à 57 000 000 $, Shyamalan a tourné son premier film classé R (restricted) par la MPAA pour violence et faits perturbants. Ainsi, Phénomènes laisse transparaître terreur et violence, à la différence des précédents films du réalisateur. En effet, dans Sixième Sens par exemple, le suicide du fou est simplement suggéré au spectateur. Alors que pour Phénomènes, c'est la 20th Century Fox qui a demandé à Shyamalan de durcir le ton du film. Les deux protagonistes joués par Mark Wahlberg et Zooey Deschanel sont donc plongés dans un univers de panique, où un mystérieux phénomène tue sans discernement.
Phénomènes met en scène, sans avertissement, un événement mystérieux frappant tout d'abord Central Park, entraînant ainsi des dizaines de suicides, puis Princeton, Boston et Philadelphie. Un vent de panique se lève alors sur les États-Unis, et les autorités émettent la thèse du bioterrorisme. Julian (John Leguizamo), décide de quitter la côte est avec sa fille (Ashlyn Sanchez) et ses amis (Mark Wahlberg, Elliot, et Zooey Deschanel, Alma). Cependant, il ne tardera pas lui-même à se suicider. Puis embarqué en voiture pour fuir, un botaniste leur émet sa théorie du phénomène : devant la menace que représente l'humain, la végétation aurait mis au point un mécanisme de défense qui, en cas de danger, libèrerait dans l'air une toxine stimulant les neurotransmetteurs poussant ainsi les humains à se suicider.

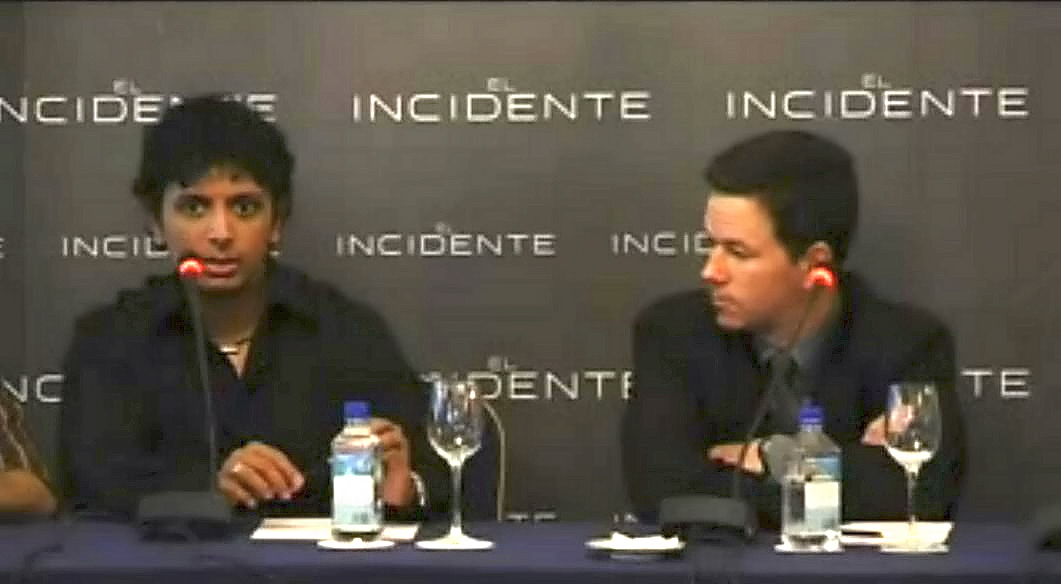
M. Night Shyamalan lors d'une avant-première de Phénomènes en Espagne

Le thème de Phénomènes réside principalement dans la pollution et l'action de l'Homme sur Terre. En effet, seule la côte Est des États-Unis est touchée. C'est également la partie des États-Unis la plus polluée. De même, la fin du film se termine par une note pessimiste lorsque Paris est à son tour frappée par l'épidémie, avec une séquence filmée dans le jardin des Tuileries.
À l'instar de ses précédents films, où M. Night Shyamalan fait de brèves apparitions, dans Phénomènes, ici il prête sa voix à Joey, un collègue de travail d'Alma (Zooey Deschanel) qui la harcèle au téléphone. Mais, contrairement à ses précédents films, le réalisateur n'apparaît pas en personne et son rôle se limite à un (« Hello ? ») entendu dans un bref appel téléphonique, dans la VO ; on parle d'« Arlésienne ». Par conséquent, le caméo n'est pas présent dans les versions doublées du film.
Au 15 juin 2008, le week-end de sa sortie, Phénomènes détrône Indiana Jones et le Royaume du crâne de cristal en France au box-office qui venait pourtant de passer trois semaines en tête du box-office, et ce, malgré la critique de plusieurs magazines : Emmanuel Burdeau des Cahiers du cinéma dira par exemple « le meilleur est au début, le reste paraît dégringolade, voire dérobade ». Cependant, Phénomènes, au bout de sa première semaine en France, tend à faire oublier la déception de La Jeune Fille de l'eau qui ne totalisait que 442 068 entrées. En effet, Phénomènes totalise au bout d'une première semaine 596 557 entrées.
Au 31 juillet 2008, il réalise en France 1 292 029 entrées et aux États-Unis, 64 028 078 $ pour 2 986 copies ; au 29 juin 2008, au Royaume-Uni, 3 895 001 £ pour 390 copies, en Russie, 92 889 253 RUR et aux Philippines, 16 665 300 PHP ; au Brésil, au 20 juillet 2008, Phénomènes réalisait 7 015 747 BRL pour 181 copies. Il totalise ainsi près de 143 005 211 $ dans le monde au 31 juillet 2008.
Shyamalan a été nommé à deux reprises, pour le prix du pire réalisateur et du pire scénariste, aux Razzie Awards pour Phénomènes.

### Le Dernier Maître de l'air
Depuis le 8 janvier 2007, il est prévu que Shyamalan écrive, dirige et produise l'adaptation de la série télévisée populaire d'animation américaine : Avatar, le dernier maître de l'air, auparavant diffusée sur la chaîne télévisée Nickelodeon. Cette série est largement dominée par le cinéma asiatique, la mythologie et les combats. Avatar est produit par Paramount Pictures, MTV Films et Nick Movies. Les studios demandent d'ailleurs à Shyamalan de faire d’Avatar une trilogie. Ce dernier réalise Le Dernier Maître de l'air après le tournage de Phénomènes.
Selon une interview avec le cocréateur du Magazine SFX, Shyamalan s'est intéressé à Avatar quand sa fille voulut se déguiser en Katara pour Halloween. Intrigué, Shyamalan a recherché des informations et regardé la série avec sa famille. « Regarder Avatar est devenu un évènement familial dans ma maison… donc nous regardons le développement de l'histoire durant les trois saisons » a dit Shyamalan, « La première fois que j'ai vu le monde amazone qu'avait créé Mike et Bryan, j'ai su que ça ferait un grand film ».
Selon l’Inquirer de Philadelphie, Shyamalan a entamé le tournage de Le Dernier Maître de l'air en mai 2009 dans quatre ou cinq immenses studios à Philadelphie. Le 15 avril 2008, la Paramount et Nickelodeon annonçaient le titre officiel du film : Le Dernier Maître de l'Air. En effet, James Cameron sortant son long métrage titré Avatar à quelques mois d'intervalle, les producteurs changèrent le titre pour éviter tout risque de confusion. Par ailleurs, selon plusieurs magazines, Cameron aurait acheté tous les droits sur le mot « Avatar », et il menacerait donc une poursuite en justice si le film de Shyamalan portait le même nom. Une rumeur plus plausible dirait que lorsque M. Night Shyamalan voulut adapter la série d’animation Avatar, le dernier maître de l’air, ce dernier décida d’appeler son film Avatar, mais il choisit de changer de titre, pour éviter tout risque de confusion avec l’Avatar de Cameron. Le film fut donc renommé Le Dernier Maître de l’air. Ils ont également annoncé la date de sortie, fixée au 4 juillet 2010 en Amérique, et le 28 juillet 2010 en France.
Après que la distribution fut fixée, Shyamalan a été attaqué pour racisme : en effet, tous les acteurs retenus sont de couleur blanche. Aang, le protagoniste, est joué par Noah Ringer, Sokka par Jackson Rathbone et Katara par Nicola Peltz. Dev Patel joue également dans le film, après avoir gagné sa reconnaissance grâce au film Slumdog Millionaire de Danny Boyle, vainqueur de huit oscars dont celui du meilleur film. Derek Kirk Kim a déclaré que « [Shyamalan] tourne un film de fantasy dans lequel le monde est construit autour d'une culture asiatique. Tout le monde porte d'anciens vêtements asiatiques, des chapeaux asiatiques, mange de la nourriture asiatique, écrit dans un dialecte asiatique, vit dans une maison typique asiatique ; bref tout se déroule autour d'un paysage socio-culturel asiatique … mais tout le monde est blanc ». À cette critique, Jackson Rathbone a répondu : « Je pense que c'est pour ces raisons que je me coupe les cheveux, que je me rase et que j'ai besoin d'un bronzage. Et c'est aussi pour ça que, j'en suis persuadé, le public croira en ce film ».

### After Earth

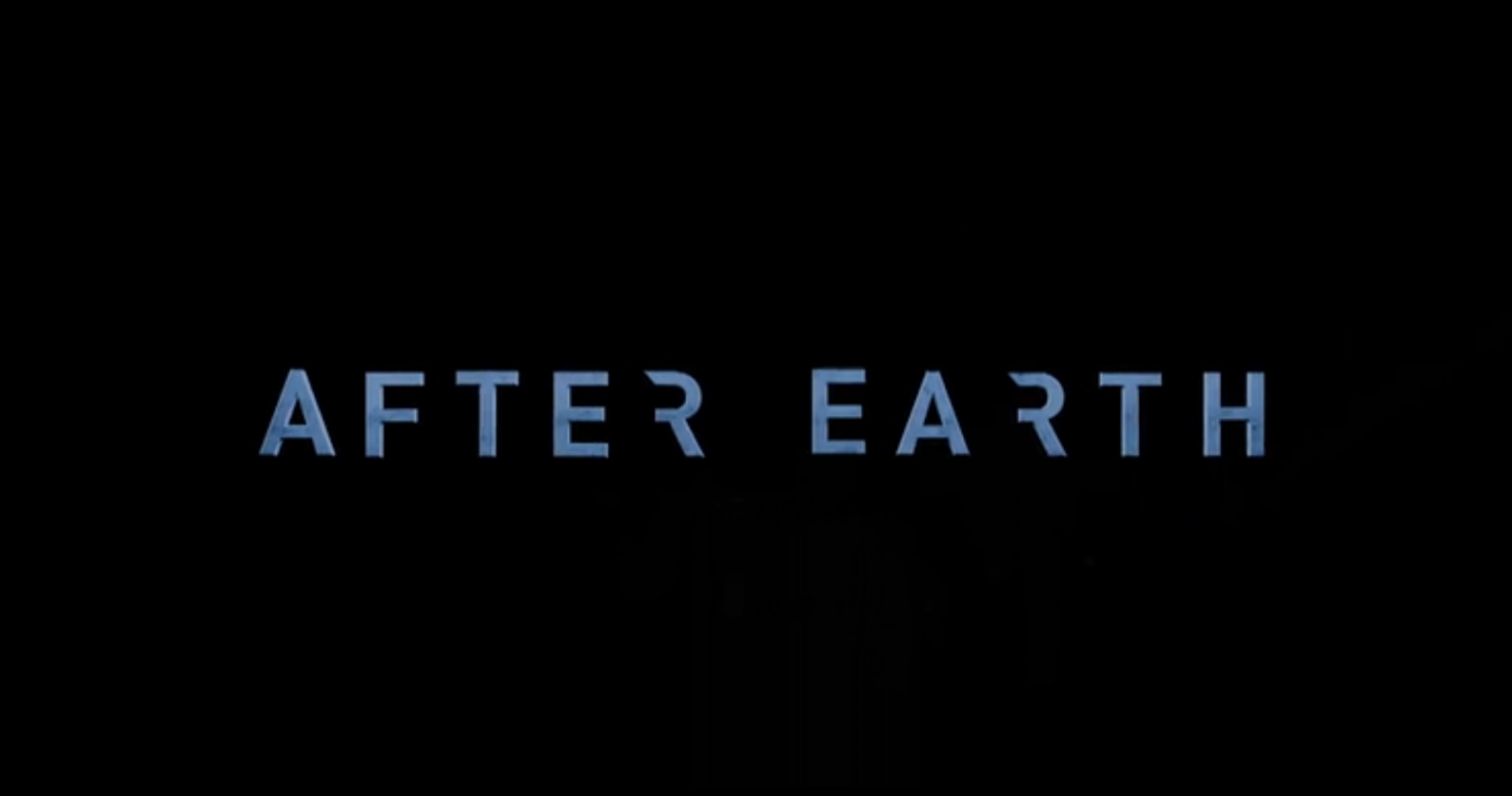
Logo d'After Earth.

Doté d'un budget de 130 millions de dollars, After Earth est un film de science-fiction post-apocalyptique sorti en 2013.
Les humains ont été contraints de quitter la Terre il y a plus de 1 000 ans pour des raisons climatiques. Un jour, le général Raige (Will Smith) part en mission avec son fils Kitai (Jaden Smith). Une pluie d'astéroïdes provoque le crash de leur vaisseau sur la Terre. Seuls survivants du vaisseau, ils vont devoir apprendre à collaborer ensemble s'ils veulent rentrer un jour chez eux.
Avec dans les rôles principaux Will Smith et son fils Jaden Smith, After Earth est le premier film de Shyamalan à être tourné en numérique.
Les critiques sont très négatives. Sur le site Allociné, le film recense une moyenne de 2.4⁄5 pour treize titres de presse. Les journaux Positif et L'Écran Fantastique parlent de « naufrage » tandis que les Cahiers du Cinéma qualifient After Earth de « nanar de l’espace ». Pour Télérama, le film est « aussi idiot qu'antipathique ».
Certaines critiques sont plus nuancées. L'Humanité écrit : « Ce pur film de commande […] n’est pas le ratage que la critique américaine (qui hait Shyamalan) décrit mais, malgré certaines belles idées visuelles, la leçon de morale style "tu seras un homme mon fils " paraît simplette. »
Quelques critiques saluent le style du film, comme Mad Movies : « Privilégiant dés [sic] qu'il le peut (c'est-à-dire 80% du temps) de superbes paysages naturels, assumant des choix drastiques mais logiques […], le film adopte une mise en scène jamais tape-à-l'oeil, ne se préoccupant que de raconter son histoire de la façon la plus fluide possible. »
Le film est relativement rentable au box-office, avec 243 843 127 $ de recettes mondiales pour un budget de 130 millions $.

### The Visit
The Visit est un film d'horreur américain indépendant de genre found footage sorti en 2015.
Loretta n'a plus adressé la parole à ses parents depuis plus de 15 ans. Elle reçoit un jour un appel de leur part où ils lui font part de leur souhait de rencontrer ses deux enfants, Becca et Tyler, qu'ils n'ont jamais vus. Ils sont envoyés une semaine chez leurs grands-parents en Pennsylvanie. Becca en profite pour tourner un documentaire sur eux pour les réconcilier avec sa mère. Mais très vite, la situation devient inquiétante. Les phénomènes étranges commencent à s'accumuler et le comportement troublant des grands-parents ne fait qu'empirer les choses.
Ce film tranche avec les œuvres précédentes de Shyamalan.
C'est la première fois qu'il ne collabore pas avec James Newton Howard, et pour cause : il s'agit de son seul film sans bande originale. Le monteur, Luke Franco Ciarrocchi, disait à ce sujet :

« Sans bande musicale on perd ses repères traditionnels et il faut chercher d’autres solutions afin d’articuler le montage. La bande musicale vous indique aisément ce qu’est censé ressentir le spectateur, or dans le cas de ce film, la qualité de la prestation des comédiens et de la mise en scène se suffit à elle-même. »

The Visit est perçu comme un retour aux sources pour Shyamalan. En effet, grâce au salaire perçu sur After Earth, il a pu produire lui-même The Visit sans faire appel à de grands studios. Selon ses propres termes, c'était « une tentative de reprendre le contrôle artistique » sur son œuvre. Le tournage du film fut court (27 jours) et le budget restreint (seulement 5 millions de dollars, ce qui en fait son film le moins cher).

« Un petit budget vous donne l’occasion de vous centrer sur l’intrigue et les personnages, sans se faire avaler par les différents aspects de la production. Un jour cela m’a paru évident et j’ai décidé que dorénavant je me consacrerai à ce format de film. Il y a un rythme créatif plus soutenu, on est dans le bain, les idées arrivent, on les teste, on les concrétise… Avec un gros budget il faut trois ans pour faire un film, c’est trop long, tout se dilue… »

— M. Night Shyamalan
Le film est un succès au box-office compte tenu de son petit budget, avec 98 450 062 dollars de recettes mondiales dont 65 206 105 $ aux États-Unis et au Canada.
Le film a reçu un accueil favorable de la critique. En France, le site Allociné recense une moyenne des critiques presse à 3.4⁄5 pour 27 titres de presse. Du côté des critiques positives, Jean-Marc Lalanne des Inrockuptibles écrit : « Shyamalan trouve la voie du salut après quelques années de crises et réussit son film le plus ludique, grinçant et chahuteur. ». Le journal Studio Ciné Live salue quant à lui les « bruitages et angles de caméra parfaits ».
D'autres critiques déplorent l'histoire « téléphonée de bout en bout » (Ouest France) et ses « dérapages guignolesques » (Voici).

### Split
Split est un thriller psychologique américain sorti en 2017 avec notamment James McAvoy, Anya Taylor-Joy et Betty Buckley. Il se déroule dans le même univers qu’Incassable (2000).
Il est centré sur Kevin Wendell Crumb (James McAvoy), un homme souffrant de trouble dissociatif de l'identité. En effet, il possède pas moins de 23 personnalités différentes. Un jour, une de ses personnalités, « Dennis », est poussée à enlever et séquestrer trois jeunes filles afin de nourrir « la Bête », une 24e personnalité sommeillant en lui. Elles doivent trouver un moyen de s'échapper avant que cette personnalité bien plus dangereuse et puissante ne se révèle.
Pour le scénario, Shyamalan a fait de longues recherches sur le trouble dissociatif de l'identité, question qu'il avait déjà abordée pendant ses études à l'Université de New York (NYU). Il s'est documenté sur les cas les plus célèbres comme celui de Billy Milligan, qui aurait été une source d'inspiration pour le film. Cet Américain arrêté pour viol à la fin des années 1970 avait été jugé non responsable de ses crimes en raison de son trouble dissociatif de l'identité. À l'instar du personnage de Kevin Wendell Crumb, Billy Milligan possédait 24 personnalités dont celle du « Professeur », qui était une fusion des 23 autres. Il a en parallèle rencontré des psychiatres spécialisés sur le sujet.
Il dit à propos de sa démarche :

« Je pars d’un phénomène reconnu, auquel les gens croient, et je développe. Avec le trouble dissociatif de l’identité, chaque personnalité croit en sa propre existence, à 100%. Si l’une d’elles est persuadée d’être diabétique ou d’avoir du cholestérol, son corps peut-il en être affecté ? La question fait débat. Personnellement, je crois que oui. Et si l’une des personnalités croit qu’elle possède des pouvoirs surnaturels ? Qu’en est-il alors ? »

— M. Night Shyamalan
Tourné au coût de 9 millions de dollars, Split marque la seconde collaboration de Shyamalan et Jason Blum, roi de l'horreur à petit budget. Shyamalan avait été séduit par le modèle de l'auto-financement sur The Visit et a choisi de suivre cette voie pour Split, ce qui lui a permis de profiter d'une grande liberté de création.

« Je suis facilement déconcentré, c’est une des raisons pour lesquelles j’apprécie de faire des films à plus petit budget. Ça me permet de rester en contact avec mon intuition créative, sans me disperser »

— M. Night Shyamalan
Les critiques sont dans l'ensemble positives. En France, le site Allociné recense une moyenne des critiques de presse de 3.7⁄5 pour 27 titres de presse. La performance de James McAvoy dans le rôle de Kevin Wendell Crumb a été acclamée par la presse et le public,,.
Le film est un succès au box-office avec 278 454 358 $ de recettes mondiales dont 138 291 365 $ aux États-Unis et au Canada.
Split fait pourtant l'objet d'une controverse. Le film a été condamné par des experts en santé mentale pour sa représentation de la maladie mentale. « Des films comme celui-ci vont renforcer une fausse idée stéréotypée selon laquelle les personnes vivant avec des maladies mentales complexes sont intrinsèquement dangereuses et violentes. » a prévenu par exemple l'association australienne pour la santé mentale SANE Australia. Une communauté américaine de soutien aux maladies mentales en ligne, The Mighty, a écrit une lettre ouverte à M. Night Shyamalan, l'avertissant du mal que causera le film. « Split représente encore une autre parodie grossière de nous basée sur la peur, l'ignorance et le sensationnalisme, mais en bien pire » déplorent-ils dans la lettre.
Le 22 juin 2020, une pétition est lancée par l’association américaine Kairos Collaborative dans le but de retirer Split de Netflix. 2 jours plus tard, l'hashtag #GetSplitOffNetflix émerge dans certains pays européens dont la France, pays où le film est disponible sur la plateforme en question. Une source interne chez Netflix France confie que « le film ne reflète pas forcément la ligne éditoriale » de la plateforme et affirme que celle-ci reste « vigilante sur le traitement des thèmes liés à la santé mentale ». D'autres films hollywoodiens comme Shutter Island, Psychose, Le Silence des agneaux, Black Swan, Joker ou Orange Mécanique sont également pointés du doigt, accusés de contribuer à véhiculer des clichés sur la santé mentale,.

### Glass
Sorti en 2019, Glass est la suite d'Incassable (2000) et de Split (2017), tous deux réalisés par Shyamalan.

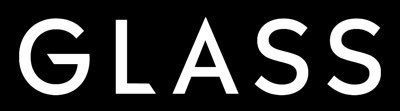
Logo du film Glass.

3 semaines après la fin de Split, David Dunn (Bruce Willis) alias l'homme « incassable » se lance à la recherche de Kevin Wendell Crumb (James McAvoy) et notamment de sa 24e personnalité dite « la Bête ». Elijah Price (Samuel L. Jackson) alias le « Bonhomme qui casse » suit l'affrontement entre ces deux « super-héros » avec attention, impatient de connaître la suite de l'histoire. Le docteur Ellie Staple (Sarah Paulson) les réunit dans un hôpital psychiatrique pour tenter de les soigner de ce qu'elle considère comme un délire, ne croyant pas en leurs pouvoirs surhumains.
Aux États-Unis, le film reçoit des critiques très négatives. Sur Metacritic, Glass obtient une moyenne de 43⁄100 pour 53 critiques.
En France, les critiques sont plus positives. Le site Allociné recense une moyenne des critiques de presse de 3.5⁄5 pour 31 titres de presse. La revue La Septième Obsession écrit : « Désamorçant toutes nos attentes, M. Night Shyamalan délivre un regard acéré sur notre rapport à la figure du super-héros moderne. Grâce à une mise en scène en tous points exceptionnelle, il parvient même à commenter le genre tout en le célébrant avec une tendresse non feinte. ». Pour Ouest-France, Glass « confirme le retour au premier plan de Shyamalan. ».
D'autres critiques sont plus négatives. CinemaTeaser écrit notamment : « Trop bavard et didactique, Glass n’a ni l’élégance de Incassable, ni les atours amusants de série B introspective de Split. Reste la mise en scène. ». Le Point est plus sévère : « On a bien conscience que Shyamalan a exploité les codes super-héroïques pour produire un discours pompeux et docte sur le genre qui ravira les fins gourmets, mais sa démonstration est aussi rasoir qu'un cours magistral d'amphithéâtre. Et cheap en plus. Tout ça pour ça ! »
Glass est un relatif succès au box-office avec 246 999 039 $ de recettes mondiales, dont 135 950 571 $ aux États-Unis et au Canada.
Cependant, ces chiffres sont assez décevants compte tenu des attentes qu'avaient les producteurs concernant le box-office. Le film a été tourné au coût de 20 millions de dollars, soit le double du budget de Split, qui a mieux fonctionné au box-office mondial avec environ 280 millions de $ contre environ 250 millions de $ pour Glass. Pour ÉcranLarge, cette déception est symptomatique des critiques mitigées et du bouche-à-oreille moins important que prévu. Glass n'a pas bénéficié de l'effet de surprise qu'a eu Split.

## Accueil de ses films

### Accueil critique
| Film                       | Rotten Tomatoes | Metacritic | IMDb   | Spectateurs sur Allociné | Presse française sur Allociné |
| -------------------------- | --------------- | ---------- | ------ | ------------------------ | ----------------------------- |
| Praying with Anger         | -               | -          | 4,7⁄10 | 3,0⁄5                    | -                             |
| Éveil à la vie             | 44 %            | -          | 5,9⁄10 | 2,7⁄5                    | -                             |
| Sixième sens               | 86 %            | 64⁄100     | 8,1⁄10 | 4,3⁄5                    | 4,0⁄5                         |
| Incassable                 | 70 %            | 62⁄100     | 7,3⁄10 | 3,7⁄5                    | 3,4⁄5                         |
| Signes                     | 74 %            | 59⁄100     | 6,7⁄10 | 3,2⁄5                    | 3,4⁄5                         |
| Le Village                 | 43 %            | 44⁄100     | 6,5⁄10 | 3,2⁄5                    | 3,7⁄5                         |
| La Jeune Fille de l'eau    | 25 %            | 36⁄100     | 5,5⁄10 | 2,5⁄5                    | 2,7⁄5                         |
| Phénomènes                 | 17 %            | 34⁄100     | 5,0⁄10 | 2,2⁄5                    | 2,5⁄5                         |
| Le Dernier Maître de l'air | 05 %            | 20⁄100     | 4,0⁄10 | 2,4⁄5                    | 1,9⁄5                         |
| After Earth                | 11 %            | 33⁄100     | 4,8⁄10 | 2,4⁄5                    | 2,4⁄5                         |
| The Visit                  | 68 %            | 55⁄100     | 6,2⁄10 | 3,1⁄5                    | 3,4⁄5                         |
| Split                      | 77 %            | 62⁄100     | 7,3⁄10 | 4,0⁄5                    | 3,7⁄5                         |
| Glass                      | 37 %            | 43⁄100     | 6,7⁄10 | 3,5⁄5                    | 3,6⁄5                         |
| Old                        | 50 %            | 55⁄100     | 5,8⁄10 | 2,7⁄5                    | 3,2⁄5                         |
| Moyenne                    | 46,7 %          | 47,3⁄100   | 6⁄10   | 3,1⁄5                    | 3,16⁄5                        |

### Box-office
En tant que réalisateur, M. Night Shyamalan a obtenu du succès au box-office notamment grâce aux films Sixième sens, Signes et Le Dernier Maître de l'air. Il connait également l'échec avec son premier film Éveil à la vie.
| Film                              | Budget        | États-Unis      | France             | Monde           |
| --------------------------------- | ------------- | --------------- | ------------------ | --------------- |
| Éveil à la vie (1998)             | 6 000 000 $   | 282 175 $       | Inédit en salle    | 282 175 $       |
| Sixième sens (1999)               | 40 000 000 $  | 293 506 292 $   | 7 799 130 entrées  | 672 806 292 $   |
| Incassable (2000)                 | 75 000 000 $  | 95 011 339 $    | 3 450 178 entrées  | 371 028 653 $   |
| Signes (2002)                     | 62 000 000 $  | 227 966 634 $   | 2 059 812 entrées  | 408 247 917 $   |
| Le Village (2004)                 | 60 000 000 $  | 114 197 520 $   | 2 430 910 entrées  | 256 697 520 $   |
| La Jeune Fille de l'eau (2006)    | 70 000 000 $  | 42 285 169 $    | 442 068 entrées    | 72 785 169 $    |
| Phénomènes (2008)                 | 48 000 000 $  | 64 506 874 $    | 1 301 971 entrées  | 163 403 799 $   |
| Le Dernier Maître de l'air (2010) | 150 000 000 $ | 131 772 187 $   | 1 184 473 entrées  | 319 713 881 $   |
| After Earth (2013)                | 130 000 000 $ | 60 522 097 $    | 1 276 118 entrées  | 243 843 127 $   |
| The Visit (2015)                  | 5 000 000 $   | 65 206 105 $    | 369 453 entrées    | 98 450 062 $    |
| Split (2017)                      | 9 000 000 $   | 138 291 365 $   | 1 782 431 entrées  | 278 454 417 $   |
| Glass (2019)                      | 20 000 000 $  | 111 035 005 $   | 1 290 169 entrées  | 246 999 039 $   |
| Old (2021)                        | 18 000 000 $  | 48 276 510 $    | 311 781 entrées    | 90 146 510 $    |
| Knock at the Cabin (2023)         | 20 000 000 $  | 35 397 980 $    | 212 461 entrées    | 54 760 419 $    |
| Total                             | 713 000 000 $ | 1 428 257 252 $ | 23 910 955 Entrées | 3 277 618 980 $ |

- Sources : JPBox-Office.com[124] et BoxOfficeMojo.com[123].
- Légendes : Budget (entre 1 et 10 M$, entre 10 et 100 M$ et plus de 100 M$), États-Unis (entre 1 et 50 M$, entre 50 et 100 M$ et plus de 100 M$), France (entre 100 000 et 1 M d'entrées, entre 1 et 2 M d'entrées et plus de 2 M d'entrées) et Monde (entre 1 et 100 M$, entre 100 et 200 M$ et plus de 200 M$)

## Autres projets
En juillet 2000, pendant Le Howard Stern Show, Night Shyamalan a déclaré qu'il avait, un jour, rencontré Steven Spielberg, lors de l'écriture du scénario pour le quatrième tome des aventures d’Indiana Jones. Ceci aurait été une chance pour lui de pouvoir collaborer avec son idole. Mais le projet ne s'est pas réalisé. Shyamalan a alors déclaré que ce dernier était trop « complexe » pour que chacun eusse les mêmes opinions, que ce n'était sûrement pas le bon moment, et le bon film, pour qu'ils travaillent ensemble.
En 2001, le nom de Shyamalan fut attaché au projet d’Harry Potter à l'école des sorciers, mais le tournage de ce dernier se déroulait pendant son autre tournage d’Incassable. Il n'a donc pas accepté le tournage du premier tome de la saga Harry Potter. En juillet 2006, alors qu'il présentait La Jeune Fille de l'eau lors d'une conférence de presse, Shyamalan a déclaré s'intéresser à la réalisation d'un des derniers tomes d’Harry Potter :

« Les thèmes de ce film, le pouvoir des enfants, les perspectives positives, comme vous les surnommez, ce film correspond à mes croyances. [...] J'apprécie aussi l'humour du film. Quand j'ai lu le premier Harry Potter, j'ai tout de suite pensé que le réaliser serait un grand plaisir,. »

Après la sortie du Village en 2004, Night avait prévu d'adapter au cinéma le roman de Yann Martel intitulé L'Histoire de Pi en collaboration avec la 20th Century Fox. Mais, la Twentieth lui demandera de tourner La Jeune Fille de l'eau, qui l'empêchera d'adapter le livre, dont il parle :

« J'aime ce livre. Je pense qu'il raconte métaphoriquement l'histoire d'un enfant né dans la même ville que moi, Pondichéry. Il m'était prédestiné ! Mais, j'ai été hésitant parce que ce livre se termine assez spécialement, et non comme je l'avais imaginé. Je me suis senti concerné, mais tout le monde a sa vision des choses... Quelqu'un d'autre le réalisera, et le scénario ne peut être que satisfaisant, je pense. Des espérances, vous devez en prendre conscience. Je vous souhaite d'avoir beaucoup de chance : j'espère qu'il fera un beau film mémorable. »

En juillet 2008, il fut annoncé que Shyamalan, en partenariat avec Media Rights Capital, allait former une compagnie de production nommée Night Chronicles. Cette société permettrait à Shyamalan de produire, mais pas de réaliser, un film par an pour trois ans. Voici ce qu'a déclaré le réalisateur :

« Les réalisateurs ont toujours été mon inspiration. Travailler avec la nouvelle vague de réalisateurs innovateurs pourrait m'apprendre beaucoup de choses que je pourrais apporter à mes propres réalisations et donner à mes histoires l'opportunité d'être tournées d'une manière épatante. »

Ainsi, le premier film annoncé est un thriller surnaturel intitulé Devil, réalisé par John et Drew Dowdle. Le script a été écrit par Brian Nelson, il est basé sur une idée originale de Shyamalan, qui le produira avec l'aide de Sam Mercer. Par ailleurs, Shyamalan projetait déjà de tourner une suite à Incassable, l'un de ses premiers films qui remporta un vif succès, finalement sortie en 2019 en tant que suite commune avec le film Split de 2017, et intitulée Glass.

## Publications
En français
- Le Sixième sens (The Sixth Sense) / novélisation Peter Lerangis ; d'après le scénario de M. Night Shyamalan ; trad. Maryvonne Ssossé. Paris : Pocket Terreur no 9250, 2000, 153 p.  (ISBN 2-266-10710-0)
- La Course de bateaux (The Great Boat Race) / d'après le scénario de M. Night Shyamalan et Gregory J. Brooker ; trad. Julie Guinard. Paris : J'ai lu, 2000, 22 p.  (ISBN 2-290-30519-7)
- Stuart rentre à la maison (Stuart finds his way home) / d'après le scénario de M. Night Shyamalan et Gregory J. Brooker ; trad. Julie Guinard. Paris : J'ai lu, 2000, 22 p.  (ISBN 2-290-30518-9)
- Les Aventures de Stuart Little (The adventures of Stuart Little) / d'après le scénario de M. Night Shyamalan et Gregory J. Brooker ; trad. Isabelle Tolila. Paris : J'ai lu, 2000, 64 p.  (ISBN 2-290-30517-0)
- Le Dernier Maître de l'air / scénario Dave Roman, Alison Wilgus ; illustrations Joon Choi ; d'après M. Night Shyamalan. Roubaix : Ankama, coll. "Autre destination", novembre 2010, 128 p.  (ISBN 978-2-35910-122-5). NB : D'après la série télévisée "Avatar, le dernier maître de l'air" et le scénario de M. Night Shyamalan.
- Mythology : l'art des comics par Alex Ross / direction artistique, design, textes par Chip Kidd ; photographies par Geoff Spear ; introd. M. Night Shyamalan ; trad. Jean-Marc Lainé, Alex Nikolavitch. Paris : Urban books : DC comics : MB, Mona Bismarck American center for art & culture, coll. "Urban books", mars 2014, 350 p.  (ISBN 978-2-36577-532-8) (Exposition à Paris, Mona Bismarck American center, du 5 mars au 15 juin 2014)

En langue anglaise
- (en) M. Night Shyamalan, Wide Awake, New York, Hyperion, 1997, 96 p. (ISBN 0786812354)
- (en) M. Night Shyamalan, The Sixth Sense, New York, Sagebrush, 2000 (ISBN 0613366727)
- (en) M. Night Shyamalan et Peter Lerangis, The Sixth Sense, New York, Sholastic, 2000 (ISBN 0439201632)
- (en) M. Night Shyamalan et Greg Booker, Stuart and the Stouts, Londres, HarperFestivam, 2001 (ISBN 0694015695)
- (en) Alex Roff, M. Night Shyamalan, et Geoff Spear, Mythology : The Dc Comics Art of Alex Ross, Londres, Pantheon Books, 2003 (ISBN 0375422404)
- (en) M. Night Shyamalan, Lady in the Water: A Bedtime Story, Londres, Brown Young Readers, 21 juin 2006 (ISBN 0316017345)

## Analyse de son style

### Thèmes récurrents
L'univers de Shyamalan est marqué par la représentation de créatures mystérieuses, comme les « Scrunt » dans La Jeune Fille de l'eau, les extra-terrestres dans Signes, les créatures qui vivent à côté du Village, ou encore « La bête » dans Split, laissant place au surnaturel, à l'amour, ou à la politique.
Dans Le Village, film né de la peur engendrée après les attentats du 11 septembre 2001, le thème de l'amour est prédominant : Ivy, joué par Bryce Dallas Howard, et Lucius, joué par Joaquin Phoenix, s'aiment. Selon Shyamalan, cet amour est l'élément surnaturel principal du film :

« Pour moi, de bien des façons, l'élément surnaturel du film est l'amour : ce que l'amour peut faire, ce qu'il peut vous faire faire, pouvez-vous devenir surhumain à cause de l'amour ? L'amour peut-il faire des miracles ? Pouvez-vous traverser l'enfer ? Il y a d'ailleurs une métaphore sur cette plongée en enfer à travers ce que fait l'héroïne du film. Est-ce que l'amour nous aidera dans ces épreuves ? Est-ce que les miracles vont s'enchaîner parce que vous êtes guidé par l'amour ? [...] Au cœur de cette histoire, il y a d'abord des personnages, et les éléments surnaturels ne sont là que comme métaphores pour la foi. »

Ainsi, le thème de l'amour devient métaphore de la foi. Dans Le Village, c'est la foi en ce qui nous entoure qui est abordée. Dans Praying with Anger, c'est la foi religieuse qui est concernée, et dans La Jeune Fille de l'eau, c'est la foi que l'on apporte aux légendes qui est mise en valeur. Dans Signes, c'est la foi en la vie. La foi apparait alors comme le thème principal des films de Shyamalan.
Ainsi, les créatures ne sont plus envisagées comme éléments surnaturels, mais comme passerelles vers la question de la foi :

« Mes histoires ne parlent pas seulement d'aliens, de fantômes ou de créatures dans les bois, ce sont seulement des prétextes pour parler de la foi »

#### Un héros en quête d'identité
L'œuvre de Shyamalan met en avant un héros qui ne se connait pas, qui ne se sait pas héros. Malcolm Crowe, dans Sixième Sens, ignore qu'il est un fantôme, David Dunn, dans Incassable, ignore qu'il est un héros. Malgré des marques accumulées de leur personnalité, ils ne se rendent pas compte de ce qu'ils sont vraiment. Nicolas Bardot analyse ainsi cette découverte du fantastique chez Shyamalan comme une découverte de soi-même et de ses limites. Le réalisateur déclare ainsi « Ce qui me plaisait, c'était que quelqu'un découvre qu'il est extraordinaire » à propos de sa filmographie. Les reflets qui s'accumulent montrent alors une existence double, brouillée par une hésitation fantastique. La foi jouera ici un rôle primordial.

#### Jeu sur les reflets
Dans ses derniers longs métrages, M. Night Shyamalan pratique souvent le jeu sur les reflets. Dans Le Village, c'est dans une rivière qu'on voit le premier « monstre », dans Signes, un extra-terrestre est aperçu dans un couteau et dans un écran de télévision, et dans La Jeune Fille de l'eau, c'est un « scrunt » qui se montre dans la vitre d'une machine à laver. Ce jeu de miroirs traduit les pensées du cinéaste,. Mais, ils peuvent aussi être vus comme une marque du style ambigu de Shyamalan, qui utilise souvent des plans métaphoriques.
C'est aussi la marque de son attachement au cinéma de Spielberg, qui, par exemple, dans Munich joue avec les reflets sur un capot de voiture.
Ces mêmes voitures jouent souvent un rôle important dans l'œuvre de Shyamalan. Dans trois de ses films, elles sont à l'arrière-plan d'un évènement important dans l'histoire. Dans Sixième Sens, Cole révèle son don à sa mère durant un embouteillage, dans Incassable, David perd son habilité à jouer au football, et dans Signes, la femme de Graham meurt dans un accident de voiture.
De même, l'eau, élément réflexif, joue aussi un rôle important dans les films de Shyamalan, elle est souvent signe de mort, ou de faiblesse. Dans Signes, l'alien, et David Dunn, dans Incassable, craignent l'eau. Dans le Sixième Sens, le meurtrier de Malcolm Crowe était caché dans une salle de bains. Et, dans Le Village, Flinton décide de ne plus suivre Ivy dans son périple lorsqu'il se met à pleuvoir. Mais, Shyamalan va plus loin : dans la bande annonce de La Jeune Fille de l'eau, on aperçoit un papillon d'eau, dont la race est surnommé Salmacis, au bord de la piscine. Or, Salmacis est une nymphe, à l'instar de Story, joué par Bryce Dallas Howard.
L'eau prend alors la tournure de métaphore du temps qui passe, et des évènements qui se déroulent, mais aussi de la malédiction et de la mort.

### Préproduction
Selon Shyamalan, la préproduction est l'un des aspects essentiels du tournage. Shyamalan, souvent à la fois scénariste, réalisateur et producteur sur ses tournages, y consacre beaucoup de temps. Pendant cette phase, il réfléchit à tous les aspects du tournage et envisage chaque scène. Ainsi, tous les détails sont prévus et le storyboard est très précis. Pour ce faire, il travaille avec le même storyboarder depuis Sixième Sens : Brick Mason.
Durant le tournage, cela lui permet de se concentrer sur la scène sans avoir à ajouter un élément de direction : les acteurs peuvent alors jouer leur rôle, sans avoir à refaire plusieurs fois une scène. Selon Shyamalan, c'est ainsi qu'ils peuvent se « donner à fond ».

### Esthétique

Cette image du Village est caractéristique du jeu entre les tons noirs et rouges, chers à Shyamalan

Shyamalan opte généralement pour un montage au rythme lent, servant la narration et la montée du suspens. De même, les images des films de Shyamalan sont souvent dans les tons noirs, comme dans Sixième Sens ou dans Incassable. Ainsi, cet univers se confond avec les personnages eux-mêmes confrontés aux ténèbres.
Les fondus noirs marquent habituellement, au cinéma, une ellipse temporaire, alors qu'ici, ils évoquent la mort.
L'ambiance mystérieuse et pesante des œuvres de Shyamalan met en valeur les quelques plans rapides de scènes terrifiantes, comme celui d'une créature sous une tour de guet dans Le Village. M. Night Shyamalan utilisera pour ces plans le hors-champ : les différentes créatures ne font que passer à travers l'écran brièvement, le regard n'est jamais posé sur les blessures, le spectateur peut alors se représenter librement ce qui est suggéré.
À travers ses différents films, l'unité esthétique est basée sur la récurrence de deux couleurs : le rouge et le vert (ou le jaune), couleurs complémentaires. On retrouve le rouge dans les maisons de la Pedestrian Street, à Philadelphie, dans Sixième Sens, ainsi qu'avec la porte de l'église, ou encore les créatures du Village. Ces couleurs sont utilisées selon leur symbolique habituelle : le rouge représente le danger, la peur et le sang ; le vert, l'espoir et la vie. Est alors représenté le combat entre le bien et le mal, thème prédominant dans les films de Shyamalan.
La froideur qui se dégage de cette symbolique peut être vue comme une ressemblance avec le style de Kubrick. En effet, ces deux metteurs en scène jouent avec les lignes de fuite et les axes de symétrie. On remarque souvent dans leurs longs métrages la présence d'escaliers symbolisant le passage à un autre niveau de conscience : dans Sixième Sens, un ballon s'envole dans l'escalier, ou dans Signes et Le Village, celui qui mène aux caves. Les escaliers mènent vers un autre lieu, où la vie est meilleure. Dans Phénomènes, les escaliers mènent à la chambre de Elliot, Alma et Jess, tandis que le rez-de-chaussée se singularise avec la chambre de la veuve, jouée par Betty Buckley. Cette dernière est à la fois étrange et paranoïaque, tandis qu'Elliot est professeur de Science : deux mondes se séparent, l'un repoussant, et l'autre accueillant. Shyamalan, jeune réalisateur hollywoodien, maîtrise l'image et la mise en scène, pour amener le spectateur où il veut.

### Repères personnels

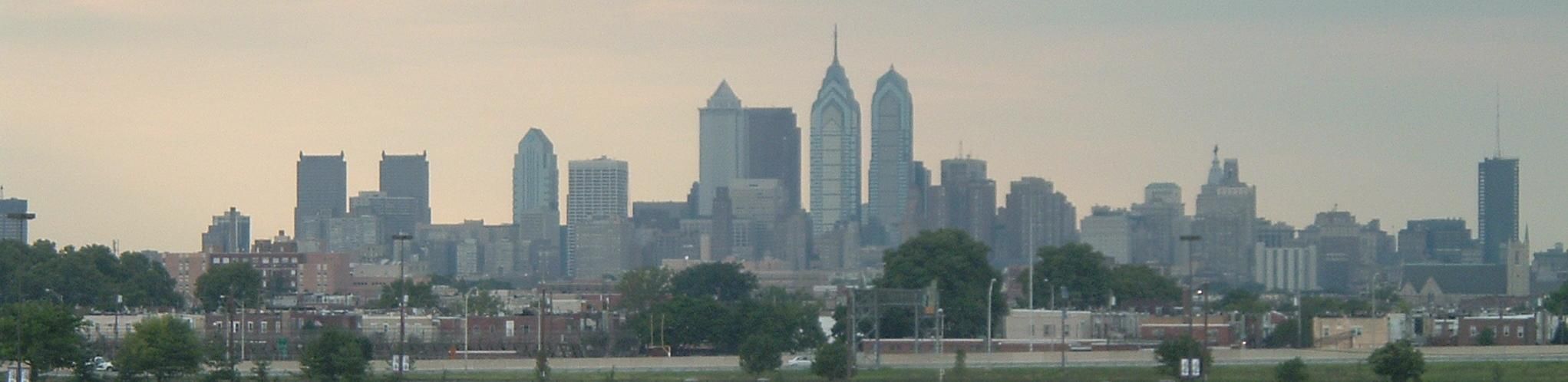
Philadelphie, ville d'accueil de Shyamalan.

Les éléments biographiques sont relativement peu présents dans les films de Shyamalan mais tout de même notables. Par exemple, les lieux de tournage de ses longs métrages, se situent à Philadelphie, sauf pour Praying with Anger, ville dans laquelle il fut accueilli chaleureusement après avoir quitté l'Inde. De plus, on retrouve Shyamalan dans chacun de ses films, interprétant un rôle secondaire, sauf pour ses premiers courts métrages et dans La Jeune Fille de l'eau. Il a joué le rôle d'un dealer, d'un médecin, ou encore d'un gardien de zoo. Son rôle de docteur montre d'ailleurs son attachement à sa famille : son épouse est pédiatre, son père et sa mère exercent également dans le milieu médical, ainsi que plusieurs de ses ancêtres.
On remarque aussi deux références à son pays natal, l'Inde. Tout d'abord dans Signes : on peut voir au journal télévisé que l'Inde a été touchée par de nombreux crop circles. Puis dans La Jeune Fille de l'eau : le rôle de Vick Ran qu'il joue fait référence à Vikram Seth, un célèbre écrivain indien.
Tout ceci fait preuve d'un travail méticuleux, qui rappelle celui d'Alfred Hitchcock ou encore celui de Steven Spielberg, ses modèles. Avant même la sortie de Signes, on l'appelait « The Next Spielberg ». Son attachement à l'œuvre spielbergienne transparaît également par la place qu'occupent les enfants dans ses films. Ils y apparaissent matures, intelligents, et ils ont la capacité de guider l'adulte pour le révéler à sa vraie nature, par exemple dans Sixième Sens, où c'est l'enfant qui fait à Bruce Willis la révélation-clé du film, ou encore dans Signes, où l'enfant aide le père Hess à retrouver sa foi.

### Critiques

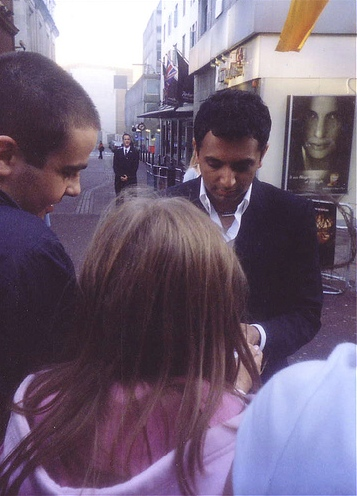
Shyamalan signant des autographes

Une critique classique au sujet de Shyamalan est qu'il est meilleur réalisateur que scénariste. Certains critiques ont suggéré qu'il aurait plus de succès s'il embauchait un scénariste pour l'aider à traduire ses histoires sur grand écran,. Il a aussi été qualifié de « one-trick pony » pour son incessante utilisation du « twist » dans ses scénarios. Après la sortie du Village, Michael Agger du magazine Slate écrivit que Shyamalan suivait un « modèle inconfortable » pour faire des films fragiles, fignolés qui s'effondraient une fois exposés à une logique extérieure.
Durant ces dernières années, M. Night Shyamalan a été accusé de plagiat. On a remarqué que Sixième Sens ressemble à la nouvelle Enfants perdus (Lost Boys) de Orson Scott Card. Robert McIlhinney, scénariste d'origine pennsylvanienne, a intenté un procès à Shyamalan en raison de la similitude de Signes avec son script non publié Lord Of The Barrens. Margaret Peterson Haddix, auteur de thrillers et de romans de science-fiction, envisagea une action en justice après avoir constaté que Le Village contenait plusieurs passages pris dans son roman pour enfants Running Out of Time. Mais aucun des procès n'a abouti à cause des quelques différences séparant l'histoire du film par rapport aux œuvres littéraires. Pourtant, le terme de plagiat est défini ainsi : « Le plagiat est un terme à connotation morale et esthétique, par lequel on désigne en littérature le fait qu'un texte reprend, de façon non avouée et plus ou moins fidèlement, un élément textuel provenant d'un autre auteur. Ce terme n'a pas cours en droit, où l'on parlera plutôt de contrefaçon et d'infraction à la loi du droit d'auteur (copyright). » Une grande partie de l'œuvre de Shyamalan ressemble énormément à divers épisodes des séries classiques d'anthologie La Quatrième Dimension de Rod Serling,.
On reproche aussi à M. Night Shyamalan d'écrire des histoires prévisibles. Dans le Sixième Sens, par exemple, la mort du personnage joué par Bruce Willis paraît, aux yeux de certains, évidente. Pourtant, l'histoire suit son cours avec Bruce Willis dans son rôle de psychologue. Dans Le Village, ce sont les créatures qui deviennent prévisibles. Néanmoins, certains critiques écrivent au sujet des scénarios de Shyamalan : « Il dissimule un élément capital du récit et le réserve pour la fin du récit. » De plus, deux des films de Shyamalan figurent dans le classement annuel des dix meilleurs films établi par les Cahiers du cinéma.
On reproche aussi à Shyamalan de ne pas être plus explicite dans ses métaphores : dans Le Village, un fauteuil à bascule occupe le cadre alors qu'Ivy et Lucius s'embrassent puis ce même fauteuil réoccupe le cadre un peu plus tard, sans raison valable. Apparaît alors un cinéma étrange dont l'auteur ne dévoile pas le secret.

## Autour deM. Night Shyamalan

### Vie privée
M. Night Shyamalan a trois filles : Saleka (en), chanteuse et actrice, Ishana, réalisatrice à l'instar de son père, et Shivani, la benjamine.

### Shyamalan et Disney
Alors, que son long métrage La Jeune Fille de l'eau sort en salle aux États-Unis, le 21 juillet 2006, Shyamalan se dévoile. Michael Bamberger vient en effet de publier la biographie du réalisateur « The Man Who Heard Voices : Or, How M. Night Shyamalan Risked His Career on a Fairy Tale » (: L'Homme qui entendait des voix : ou comment M. Night Shyamalan risqua sa carrière pour un conte de fées) aux éditions Gotham Book. Dans ce livre, Shyamalan dévoile son « divorce » avec la Walt Disney Compagnie, et raconte le tournage de La Jeune Fille de l'eau.
Contrairement à d'autres confrères d'Hollywood, M. Night Shyamalan a accepté, avec son épouse Bhavna, de dévoiler des aspects de leur vie privée pour une biographie, rédigée par Michael Bamberger.
Originellement embauché pour le script et le tournage d'Éveil à la vie, en collaboration avec les studios Miramax Films, filiale pour les films indépendants de la Walt Disney Company qui érigeront un studio pour ce film, Shyamalan réalisa son premier film qui fut reçu chaleureusement, aussi bien par la critique que par le public, avec Disney en 1999 : Sixième Sens. C'est David Vogel qui avait décidé, sans consulter ses supérieurs, du tournage du film. Ces derniers n'approuvant pas revendront le projet aux studios Spyglass Entertainment, en gardant une infime part du bénéfice. Cet incident marque le début d'une mésentente entre Disney et Shyamalan.
C'est ensuite sur le tournage du film Le Village, alors que Shyamalan avait déclaré à Nina Jacobson qu'il désirait adapter un conte de fées qu'il avait imaginé pour ses enfants : La Jeune Fille de l'eau, que ce désaccord va refaire surface. Malgré les 2 000 000 000 $ engrangés depuis le début de la collaboration avec Shyamalan, Disney n'est pas convaincu par le projet, et refuse de le produire. Ce refus plonge Shyamalan dans une sévère dépression. Malgré le contrat signé prévoyant deux tournages : Le Village et le suivant, Shyamalan quitte alors les studios. C'est finalement la Warner Bros. qui accepte de produire le projet de La Jeune Fille de l'eau.

### Le mystère de Sci-Fi Channel
En 2004, M. Night Shyamalan s'est retrouvé impliqué dans un canular en rapport avec la chaîne de télévision américaine : Sci-Fi Channel. Cet évènement, largement couvert par la presse, a conduit la direction de Sci-Fi, NBC Universal, à désavouer la chaîne en dénonçant l'irrespect des règles en vigueur chez la NBC, et en déclarant ne pas vouloir offenser le public.
En août 2004, alors que Le Village sort en salle en France, la chaîne Sci-Fi annonce la production d'un documentaire sur la vie privée de Shyamalan, intitulé « Le Secret enfoui de Night Shyamalan ».
Tout a commencé un an plus tôt, en décembre 2003, alors que Shyamalan donne son accord pour participer au documentaire biographique prévu pour sortir huit mois plus tard, en même temps que son nouveau long métrage : Le Village.
Sci-Fi Channel affirme dans son documentaire, tourné sur le plateau du Village, qu'au cours de son enfance, Shyamalan est passé pour mort pendant une demi-heure à la suite d'un accident de baignade à l'issue duquel on l'avait cru noyé. Le documentaire déclare ensuite que durant cet épisode, Shyamalan a eu le temps de communiquer avec les esprits... Le documentaire contient donc des informations exclusives et inédites sur la vie privée de Shyamalan. Et même, en cours de tournage, la chaîne annonce officiellement le retrait de Shyamalan du projet, car celui-ci considère que les questions sont trop personnelles.
En réalité, M. Night Shyamalan a collaboré avec Sci-Fi pour la mise au point de ce canular. La chaîne lui a fait signer un contrat secret moyennant 5 000 000 $ : l'épisode de l'accident de baignade survenu au cours de l'enfance de Shyamalan est totalement fictif. La chaîne a aussi transmis de fausses informations biographiques à l'Associated Press.
Finalement, lors d'une conférence de presse, Bonnie Hammer, Président Directeur Général de Sci-Fi Channel, admet le canular, en l'assimilant à une sorte de guerilla marketing pour la promotion du film Le Village. Shyamalan déclare ensuite dans une dépêche pour l'Associated Press : « J'étais, bien sûr, impliqué dans la production de ce projet, mais je n'avais aucun rapport avec le département marketing. Sci-Fi Channel n'avait qu'un objectif de vente, elle manquait totalement d'enthousiasme. »
Malgré tout, le 18 juillet 2006, le documentaire est diffusé sur les télévisions américaines. Cette diffusion suscite de nombreuses interrogations, comme celle de l'implication éventuelle de Shyamalan dans cet évènement publicitaire destiné à promouvoir son film.

### MNS Foundation

Logotype de la Fondation

En octobre 2001, M. Night Shyamalan et sa femme, Bhavna, ont créé la M. Night Shyamalan Foundation, plus couramment appelée la MNS Foundation dans le but d'amoindrir la pauvreté dans le monde, et plus particulièrement à Philadelphie. Cette fondation, depuis sa création, supporte diverses organisations, et programme des activités pour parvenir à abaisser les injustices sociales.
La Fondation, dont le slogan est « Empowering lives — Believing anyone can change the World » que l'on peut traduire par « Donner du pouvoir à la vie — Croire que chacun peut changer le Monde », se fonde ainsi sur la conviction que chaque individu a le droit de vivre avec des opportunités : « nous recherchons un monde où chaque vie humaine est valorisée, et où nous partageons la responsabilité de s'assurer que chaque individu est capable d'atteindre son plein potentiel ».
À sa création, la Fondation s'est concentrée sur l'amélioration des conditions de vie des défavorisés vivant à Philadelphie, dont nombre des subventions ont servi pour l'éducation et le logement. Plus récemment, les deux fondateurs se sont plus amplement impliqués sur l'éducation publique en Amérique. La Fondation a également élargi sa visée à l'injustice sociale et à la pauvreté. Elle a lancé un projet fondé sur le développement économique d'une communauté pauvre de Nagpur (Inde).

### American Express
Succédant à Kate Winslet et Robert De Niro, M. Night Shyamalan joue dans un film publicitaire pour l'American Express qu'il réalise lui-même et retransmis lors de la 79e cérémonie des Oscars. Le spot publicitaire se déroule dans une salle de restaurant où plusieurs évènements angoissants surviennent alors qu'il est assis à une table : un berceau de bébé avance seul jusqu'à la table de ses parents, une femme, par son regard, étouffe son mari, ou encore une serveuse qui est subitement prise d'un malaise. Après coup, une serveuse s'approche de Shyamalan, le tire du rêve dans lequel il semble être plongé et lui dit à quel point elle aime ses films. Shyamalan, par le biais d'une voix off, dit : « Ma vie consiste à trouver le temps de rêver, c'est pourquoi ma carte est une American Express » :

« My life is about finding time to dream. That’s why my card is American Express. »

Dans cette publicité, le réalisateur représente ses rêves, son imagination,. Pourtant, l'ambiance du film paraît froide : un verre se casse, une dame réprimande son mari, un homme enlève sa capuche, laissant apparaître des tatouages lugubres, ce qui déstabilise en faisant oublier le critère de vente habituellement chaleureux dans les publicités.

### Références à Shyamalan dans les autres médias

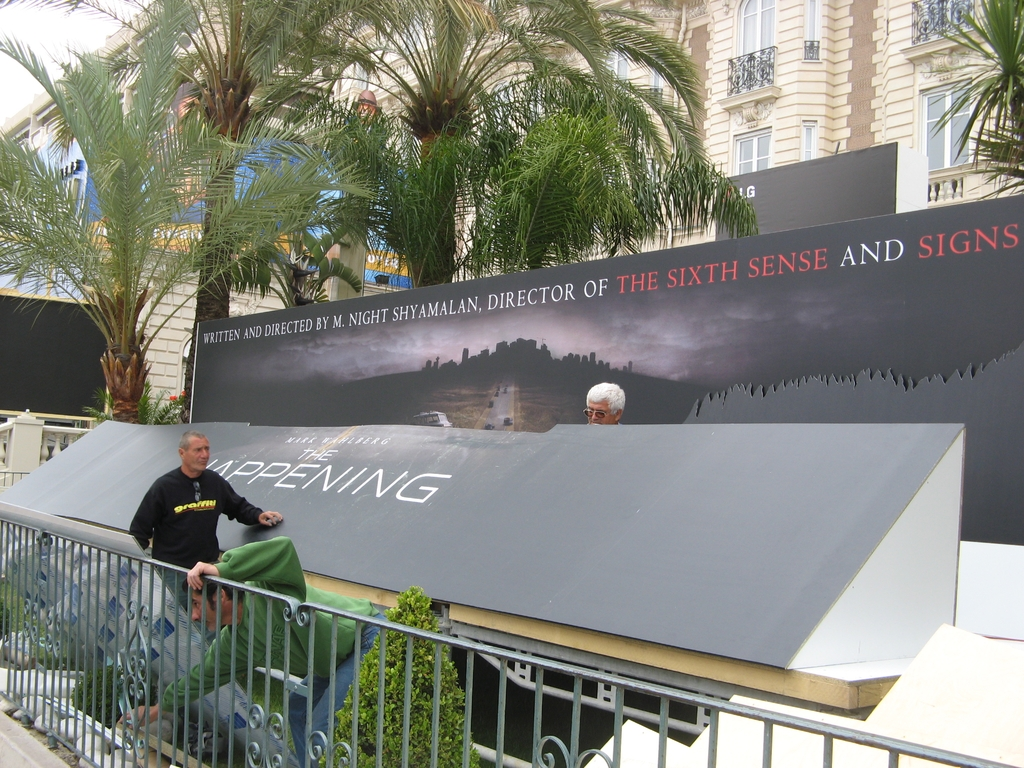
Publicité pour Phénomènes au Festival de Cannes (2008)